# GNUstep
GNUstep（グニューステップ）は、NeXTのOPENSTEP Objective-Cライブラリ（フレームワーク）、ウィジェット・ツールキット、アプリケーション開発ツール群を自由ソフトウェアとして実装したものである。Unix系オペレーティングシステムだけでなくMicrosoft Windowsでも動作する。GNUプロジェクトの一部でもある。

## 歴史
GNUstepの開発が始まったのは、スタンフォード線形加速器センターの Paul Kunz らがNEXTSTEPの HippoDraw を他のプラットフォームに移植したいと考えたのがきっかけであった。HippoDrawを一から書き直してアプリケーションとしての設計だけを活用するのではなく、アプリケーションが依存しているNeXTSTEPのオブジェクト層を書き換えようと考えた。そしてできたのが最初のlibobjcXである。これを使って彼らは HippoDraw を全く書き換えることなくUNIXシステムのX Window System上に移植できた。OPENSTEPの仕様が1994年に公開されると、彼らは新たなAPIにも対応するobjcXを作ることを決めた。そのソフトウェアが"GNUstep"として知られるようになるのである。

## 概要
GNUstepは、NeXTのOPENSTEP仕様に完全互換なプラットフォームにまたがったオブジェクト指向開発環境を備えている（NeXT社はApple Computerに買収された）。Appleと同様GNUstepはJavaインターフェイスを持ち、同時にRubyやSchemeとも接続できる。
GNUstepのアプリケーションインタフェースはmacOSのCocoaのインタフェースと根幹は同じ（NeXTとOPENSTEP）である。GNUstepの発祥はCocoaより先であった。
GNUstepはOPENSTEPの仕様を満たすことを目指して開発され、macOSが実装しているフレームワークの多くを欠いているが、GNUstepの開発者は互換性を保つため、AppleのCocoaの追加機能に追随しようとしている。ただし、CocoaとGNUstepはABIが全く異なるため、アプリケーションのバイナリレベルの互換性は期待できない。

Mac OS X 構造図表
Linux API と POSIX APIの比較図表
Linuxデスクトップ表示ソフトウェアコンポーネントの図 ウィンドウシステム、 ウィジェット・ツールキットまたはシェル

## パラダイム
GNUstepはOPENSTEPと似ており、OPENSTEPの設計規則を継承するとともにObjective-C言語を使っている。
- Model View Controller パラダイム
- Target-Action
- ドラッグ・アンド・ドロップ
- 委譲
- （NSInvocationを通した）メッセージ転送

## クラスの機能

### ファウンデーションキット
（デバイスに依存しないクラス群とプログラミング機能）
- 文字列
- 集合（配列、セット、辞書）と順序子 (enumerators)
- ファイル管理
- オブジェクト・アーカイブ
- 拡張されたデータ操作
- 分散オブジェクトとプロセス間通信
- URL処理
- 通知 (notifications) および分散通知
- 簡単なマルチスレッド
- タイマー
- ロック
- 例外処理

### アプリケーションキット
（GUI系クラスの集まり）
- ユーザインタフェースの要素(テーブルビュー、ブラウザ、マトリックス、スクロールビュー)
- グラフィックス（WYSIWYG、ポストスクリプト風グラフィックス、ベジェ曲線、イメージ処理、グラフィカル・コンテキスト）
- カラー管理(較正色と物理色(CMYK,RGB,HSB)、グレイと名前付きカラー表現、アルファブレンディング)
- テキスト：多様なテキストフォーマット、アタッチメント、レイアウトマネージャ、タイプセッター、ルール、段落スタイル、フォント管理、スペル
- 文書管理
- 印刷機能：印刷操作、印刷パネルとページレイアウト
- ヘルプ管理
- ペーストボード（クリップボードのようなもの）
- スペルチェッカー
- アプリケーションのワークスペース束縛
- ドラッグ・アンド・ドロップ操作
- アプリケーション間の共通サービス